# Fritz Höger

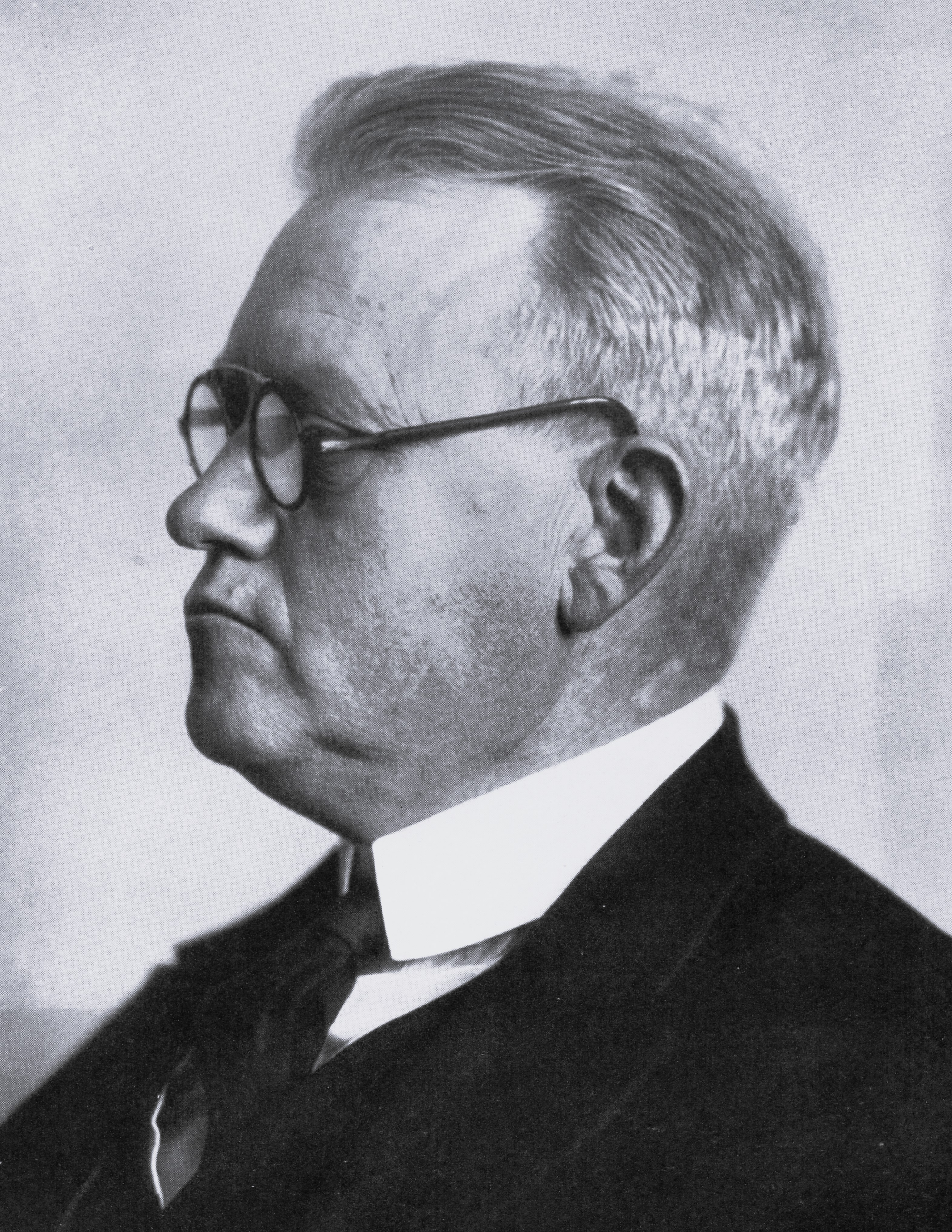
Fritz Höger, fotografiert von Max Halberstadt

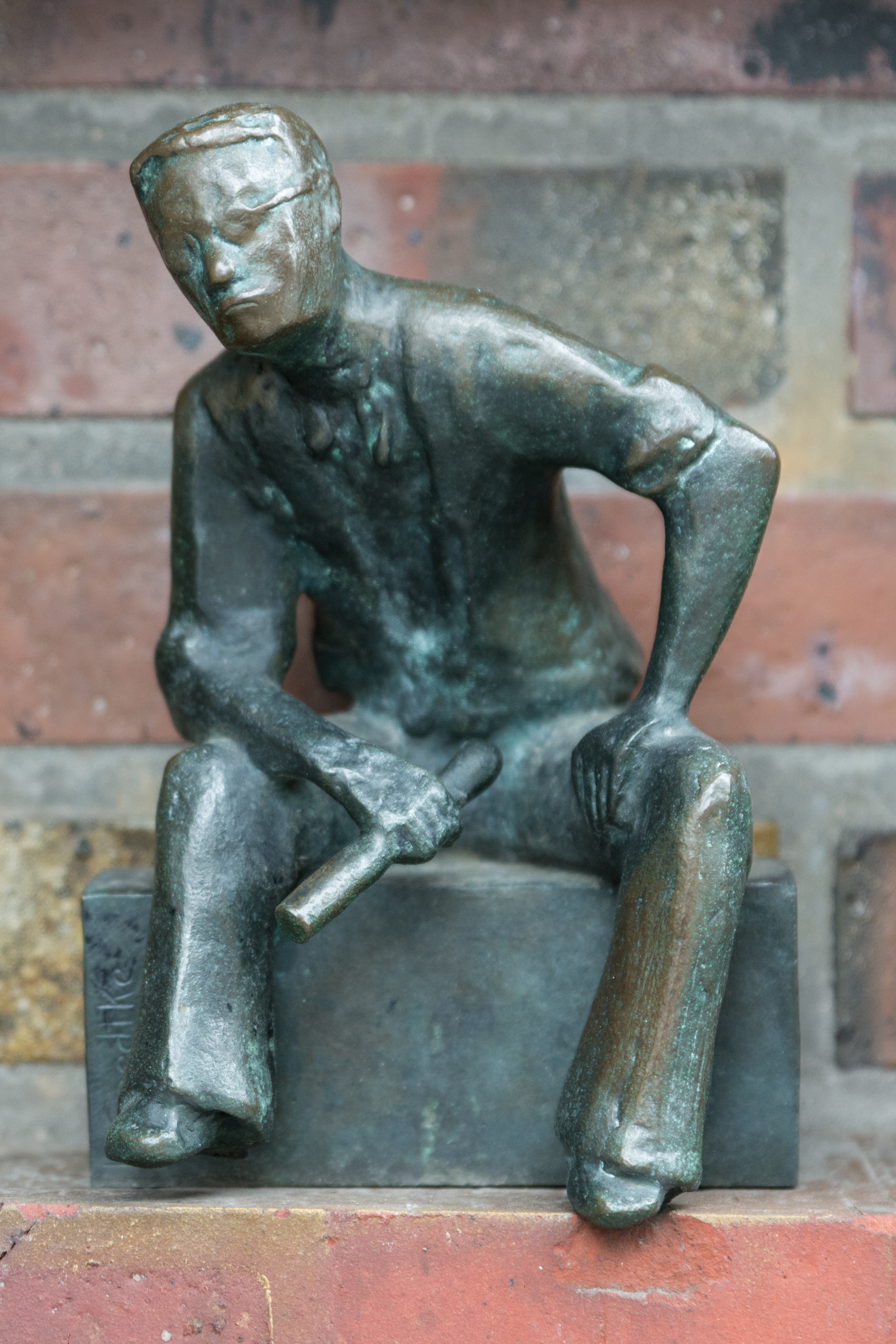
Bronzeplastik am Broschek-Haus in Hamburg

Fritz Höger (* 12. Juni 1877 in Bekenreihe bei Elmshorn; † 21. Juni 1949 in Bad Segeberg; vollständiger Name: Johann Friedrich Höger) war ein deutscher Baumeister und Architekt. Er gilt als einer der führenden Vertreter des norddeutschen Backsteinexpressionismus.

## Leben

### Ausbildung und erste architektonische Aufträge
Höger war das älteste von sechs Kindern eines Kleinbauern, der eine Zimmerei betrieb. Zwei seiner Brüder ergriffen ebenfalls Berufe des Bauhandwerks. Sein viereinhalb Jahre jüngerer Bruder Hermann (1882–1950) wurde ebenfalls ein bekannter Architekt in Hamburg.
Nach einer Lehre als Zimmermann und der Arbeit im väterlichen Betrieb besuchte er in den Wintermonaten die Baugewerkschule Hamburg und legte im September 1899 die Meisterprüfung ab. Auf eine zweijährige Militärzeit folgte ab 1901 im Architekturbüro Lundt & Kallmorgen in Hamburg eine Tätigkeit als technischer Zeichner, die er später als sehr unfruchtbar bezeichnete, da überwiegend nach Musterbüchern gearbeitet wurde. Nach vier Jahren wechselte er in die Firma seines späteren Schwiegervaters, des Bauunternehmers Fritz Oldenburg, dessen Tochter Annie er 1905 heiratete.
1907 machte er sich mit einem eigenen Architektenbüro selbstständig und plante zunächst überwiegend Privathäuser. Wegen seiner fehlenden Hochschulausbildung wurde ihm die Mitgliedschaft im Bund Deutscher Architekten verwehrt, er bezeichnete sich selbst in der Folge als Baumeister. Sein international bedeutendes Werk wurde das Chilehaus in Hamburg (erbaut 1922–1924).
1940 ließ Höger sich von seiner Frau Annie scheiden. Nach 1945 fand der inzwischen 68 Jahre alte Höger nicht mehr zu seinen früheren Leistungen zurück, größere öffentliche Aufträge blieben aus. Er zog sich an seinen Geburtsort zurück, heiratete 1946 Gertrude-Ilse Tilsen und starb am 21. Juni 1949 in Bad Segeberg. Höger war Mitglied im Hamburger Künstlerverein von 1832.

### Högers Haltung während des Nationalsozialismus
Höger sympathisierte früh mit den Nationalsozialisten und trat bereits zum 1. September 1932 in die NSDAP ein (Mitgliedsnummer 1.327.593). 1933 entließ er seinen jüdischen Büromitarbeiter Ossip Klarwein. Erhaltene Schriften belegen, wie stark Höger während des sogenannten Dritten Reiches sein Reden und Denken der völkisch-nordischen Ideologie der Nationalsozialisten angepasst hatte. So äußerte er sich in Texten klar antisemitisch und war aktives Mitglied in der Nordischen Gesellschaft sowie in anderen völkischen Vereinen bzw. Heimatvereinen. Zudem schrieb er Gedichte mit völkischem Inhalt. Dennoch gehörte er nicht dem 1935 neu berufenen Reichskultursenat an. Noch für 1946 sind Notizen Högers belegt, die ihn als Antisemiten ausweisen. Doch ins gleiche Jahr fällt auch seine Mitarbeit an dem Mahnmal für die Opfer des Nationalsozialismus in Itzehoe, dessen Bau der jüdische KZ-Überlebende Gyula Trebitsch angestoßen hatte.
Högers ideologische Verstrickung mit den Nationalsozialisten zeigt eine im Juni 2022 veröffentlichte Studie des Hamburger Historikers Prof. Thomas Großbölting, welche die Initiative Bauen mit Backstein – Zweischalige Wand Marketing e. V  mit Unterstützung durch den Bund Deutscher Architektinnen und Architekten BDA in Auftrag gegeben hatte. Eine weitere Studie wurde 2017 im Rahmen eines wissenschaftlichen Gutachtens für das Staatsarchiv Hamburg (StAHH) erstellt, Thema war die NS-Belastung von Straßennamen.
Aufgrund dieser Studie wurde der seit 1956 nach Fritz Höger benannte Högerdamm im Hamburger Stadtteil Hammerbrook durch einen Senatsbeschluss vom 23. Oktober 2023 in Recha-Lübke-Damm und Bella-Spanier-Weg umbenannt. Beide Frauen waren Lehrerinnen an der staatlichen Mädchenschule in der nahegelegenen Rosenallee. Recha Lübke (1880–1944) wurde am 19. Juli 1942 zunächst nach Theresienstadt und am 9. Oktober 1944 ins KZ Auschwitz deportiert und dort ermordet.

## Wirken als Architekt
Vor dem Ersten Weltkrieg entstanden seine ersten Kontorhäuser an der Mönckebergstraße in Hamburg, unter anderem das Klöpperhaus (bis 2020 vom Kaufhaus Kaufhof genutzt) und das Rappolthaus (1912–2017 unter anderem vom Schuhhaus Elsner genutzt) haben noch einzelne barockisierende Stilelemente.
Das Klöpperhaus wurde bereits in Klinkerbauweise errichtet. Klinker sind aufgrund der höheren Brenntemperaturen im Gegensatz zu Ziegeln frostbeständig und bedürfen keiner weiteren Behandlung. Diese ersten Großbauten, die wichtige Stilelemente der späteren Bauten – starke vertikale oder horizontale Gliederung durch Ziegellisenen/-Simse und Staffelgeschosse als Gestaltungselement – brachten ihm erste Erfolge. Seine Entwürfe wurden allerdings von der Baupflegekommission stark beeinflusst und korrigiert.
1912 wurde mit der Erweiterung der Hapag-Verwaltung am heutigen Ballindamm begonnen, da der Bau von 1903 (Martin Haller) nicht mehr genug Platz bot. Vom Bauherrn war als Oberflächenmaterial Sandstein vorgegeben und Höger musste so auf seinen Lieblingsbaustoff verzichten. Mehrere Entwürfe zeigen einen turmartigen Aufbau über der Mitte des Gebäudes, der den Eindruck an der Binnenalster wohl nachhaltig beeinträchtigt hätte. Weitere Bauten, unter anderem mehrere Kaufhäuser, wurden nach Plänen von Höger errichtet; sie wurden bei Luftangriffen der Westalliierten auf Hamburg zerstört.
Von 1914 bis 1918 leistete er Kriegsdienst in Frankreich und Flandern und nahm seinen Bürobetrieb wieder auf. Der junge Karl Schneider arbeitete an mehreren Wettbewerbsentwürfen mit, unter anderem an dem für das Deutsche Hygiene-Museum in Dresden, die jedoch nicht zur Ausführung kamen.

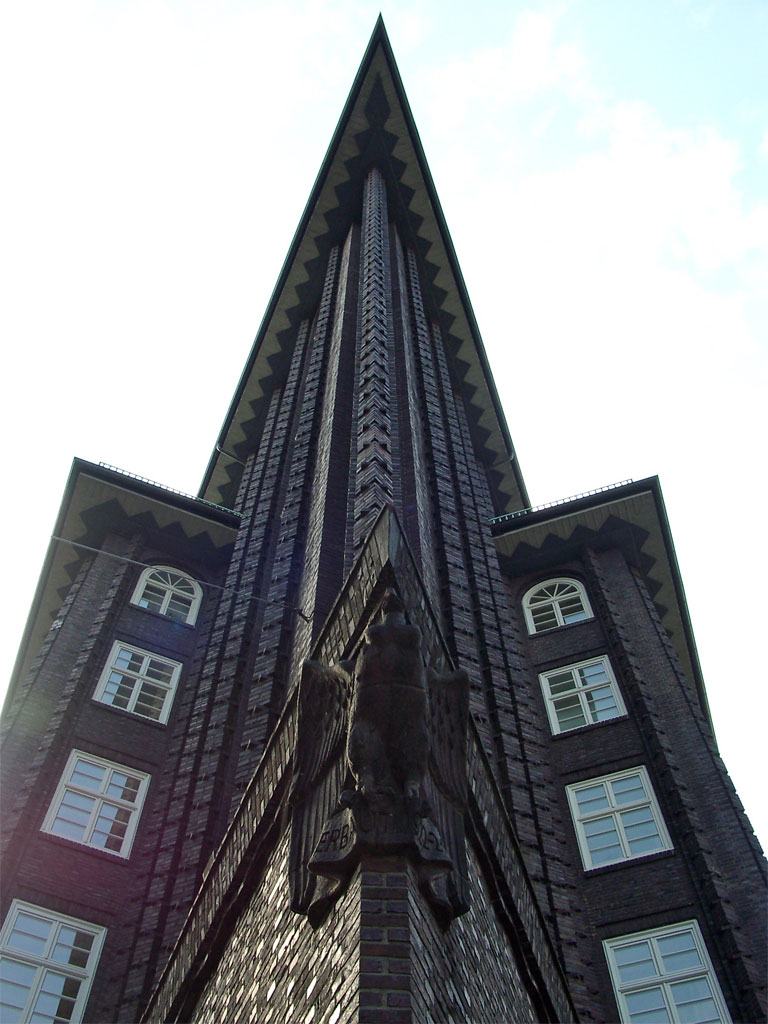
Chilehaus in Hamburg (erbaut 1922–1924)

International bekannt wurde Höger durch das Chilehaus in Hamburg, das er 1922–1924 für den Reeder und Salpeter-Importeur Henry B. Sloman in Hamburg baute. Hier verwendete er Bockhorner Klinker – wie auch für etliche seiner späteren Bauten – und fand einen eigenen Stil mit ausgeprägten Oberflächenstrukturen und starker Gliederung des Baukörpers im Stil des Art déco. Er bezeichnete den Klinker als seinen Bauedelstein und verarbeitete ihn spielerisch in eigenen Schmuckelementen. Dieser Stil wurde als gotisierend auch teilweise abgelehnt.
1926 erbaute er auch das Lyzeum Curschmannstraße in Hamburg-Eppendorf, nahe dem Universitätskrankenhaus Eppendorf. Besonderheit dieses Gebäudes, das als Mädchengymnasium 1926 fertiggestellt wurde und heute als Stadtteilschule Eppendorf dient, war die Integration eines Observatoriums im hochaufragenden Turm zur Breitenfelder Straße hin. Dieser Plan wurde aber aus Kostengründen verworfen und die Räume wurden anderweitig genutzt. 1925–1926 wurde nach seinen Plänen das Broschek-Haus in Hamburg errichtet (1980 Umbau/Ergänzung zum Hotel), 1926–1928 das Anzeiger-Hochhaus in Hannover und 1928–1929 das Rathaus der Stadt Rüstringen (seit 1937 Rathaus von Wilhelmshaven). Viele Stilelemente des Anzeiger-Hochhauses (errichtet für den Verleger August Madsack) ähneln denen des Chilehauses. Der Sprinkenhof im Hamburger Kontorhausviertel war ein Gemeinschaftsprojekt mit den Gebrüdern Gerson, die gemeinsam diesen zentralen Nachbarbau zum Chilehaus  und den ebenfalls bereits fertiggestellten Messberghof beeinflussen wollten. Den östlichen dritten Bauabschnitt realisierte Höger allein, Hans Gerson war 1931 verstorben und sein Bruder Oskar durfte seinen Beruf aufgrund seiner jüdischen Abstimmung im Zuge der nationalsozialistischen Judenausgrenzung ab 1933 nicht mehr ausüben.
Im Rahmen der Nordischen Gesellschaft hatte Höger zahlreiche Rednerauftritte. Ende 1932 wurde Ossip Klarwein (1893–1970), der seit 1926 im Büro tätig war und dessen eigenständige Arbeit bei mehreren Entwürfen vermerkt wurde, zur „Bereinigung“ seiner Mitarbeiterschaft von Höger aufgrund seines mosaischen Glaubens gekündigt. Klarwein wanderte nach Palästina aus und machte eine Karriere als selbständiger Architekt in Israel. Im April 1933 wurden mehrere Plagiatsvorwürfe gegen Höger laut, die im Fall des Anzeigerhochhauses in Hannover zu einem Gerichtsverfahren führten. Von 1934 bis 1935 hatte er durch Vermittlung seines Freundes Fritz Mackensen einen Lehrstuhl an der Nordischen Kunsthochschule in Bremen inne, den er aber rasch wieder aufgeben musste. Er fand in Alfred Rosenberg einen Fürsprecher, der eine Ausstellung zum sechzigsten Geburtstag im Berliner „Amt für Kunstpflege“ organisieren ließ. Im Jahr 1937 lieferte er Entwürfe für das Gauhochhaus / Gauforum, die Ost-West-Straße und die Hängebrücke über die Elbe in Hamburg ab, obwohl es sich um einen geschlossenen Wettbewerb handelte.

## Werk (Auswahl)

### Schriften
- mit Paul Bröcker: Die Architektur des hamburgischen Geschäftshauses. Ein zeitgemäßes Wort für die Ausbildung der Mönckebergstraße. Hamburg 1910.

### Bauten

Bauten
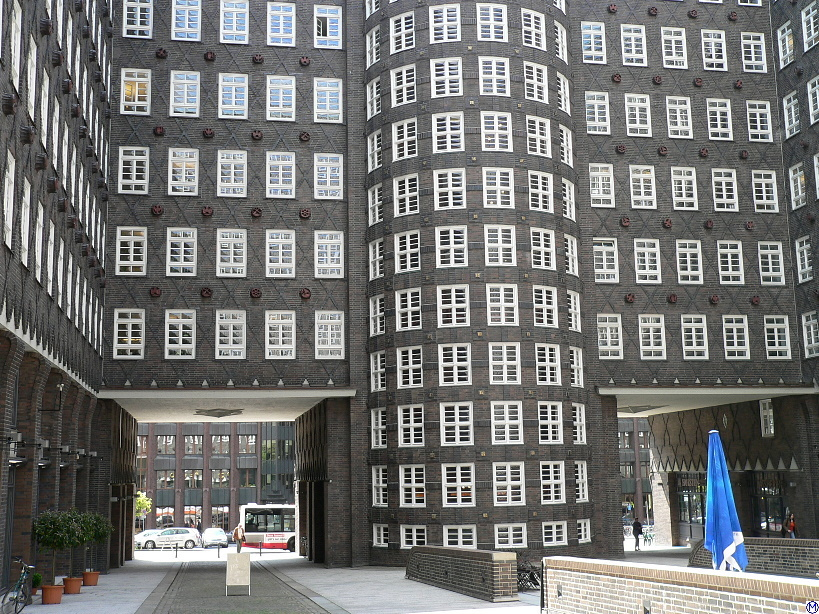
Sprinkenhof, Hamburg, 1927–1928, Innenhof
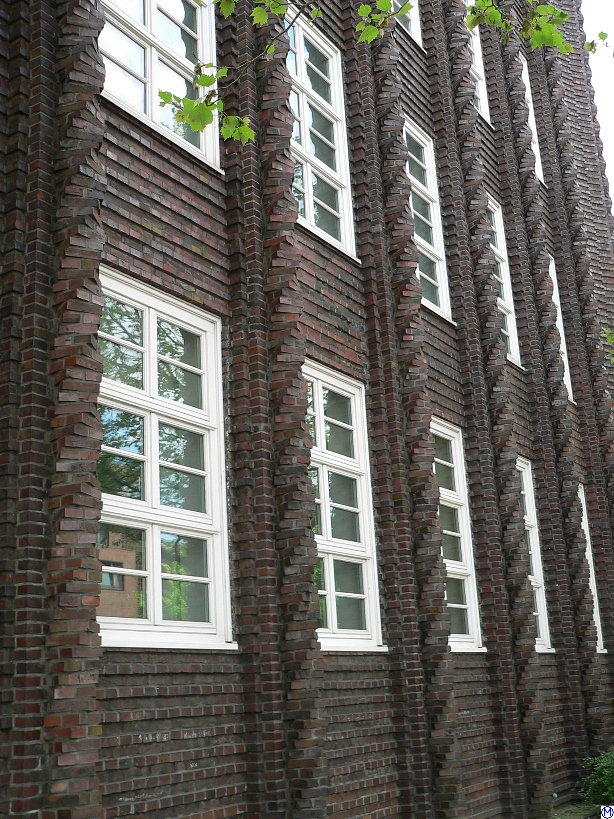
Zigarettenfabrik Haus Neuerburg, Hamburg-Wandsbek, 1926–1929, Fassadendetail
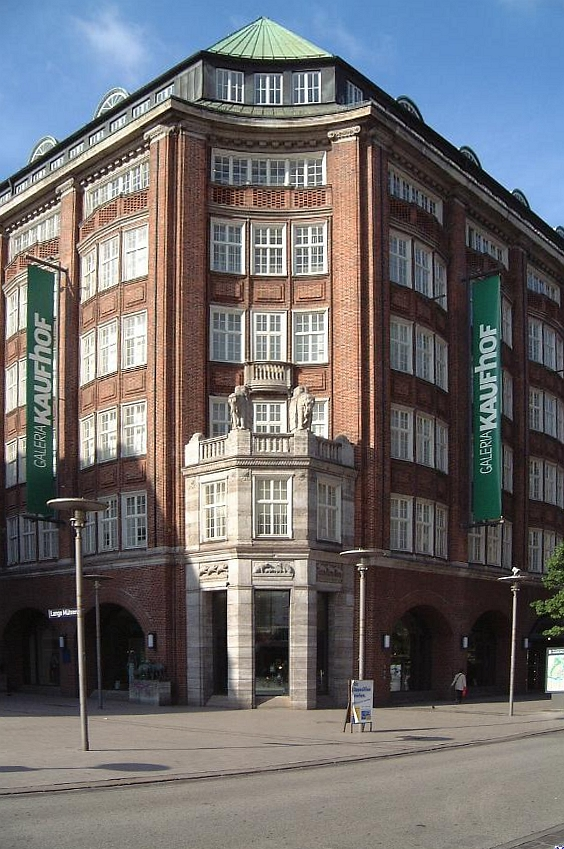
Klöpperhaus, Hamburg, 1912–1913
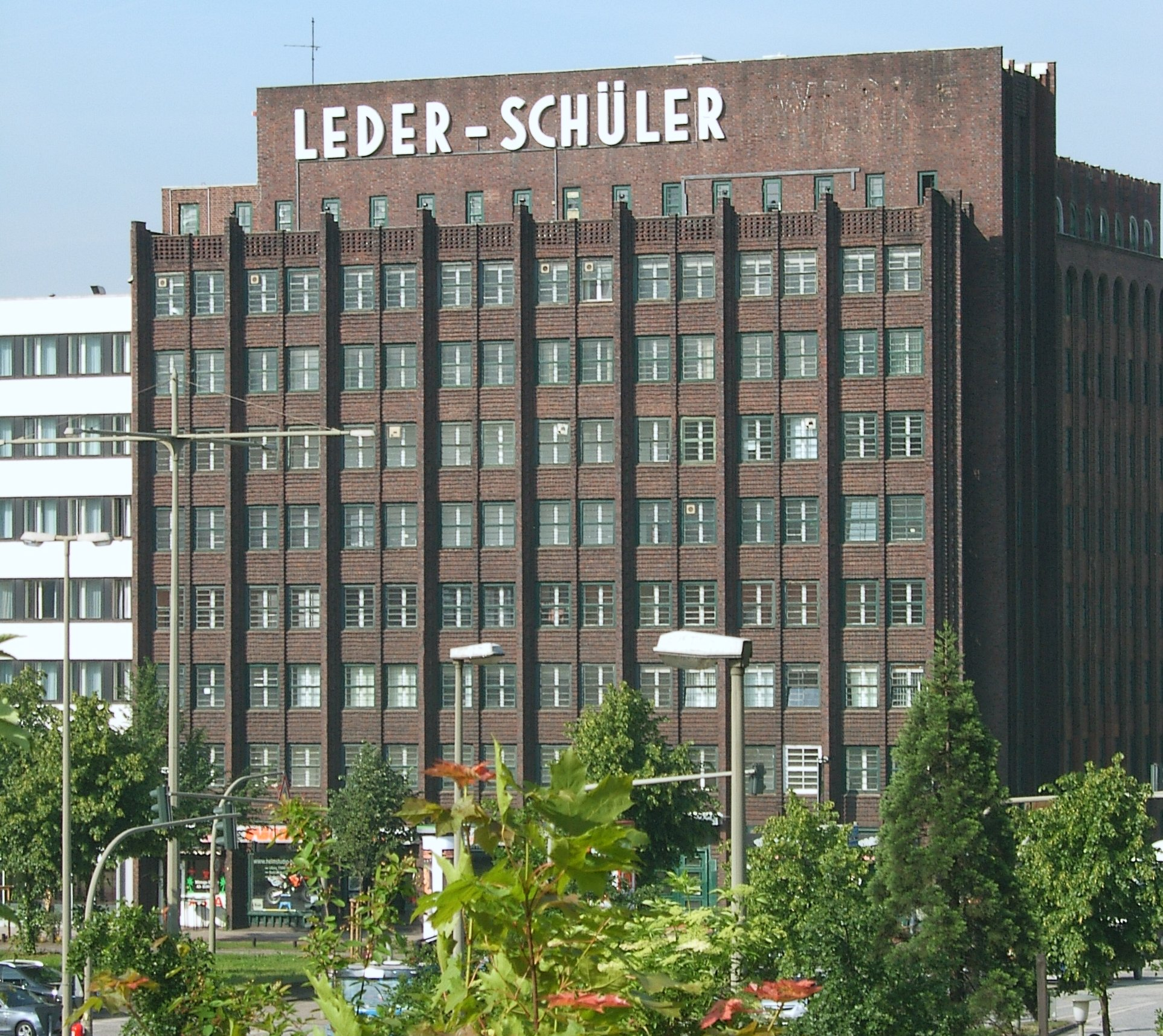
Kontorhaus Leder-Schüler, Hamburg-Hammerbrook, 1928
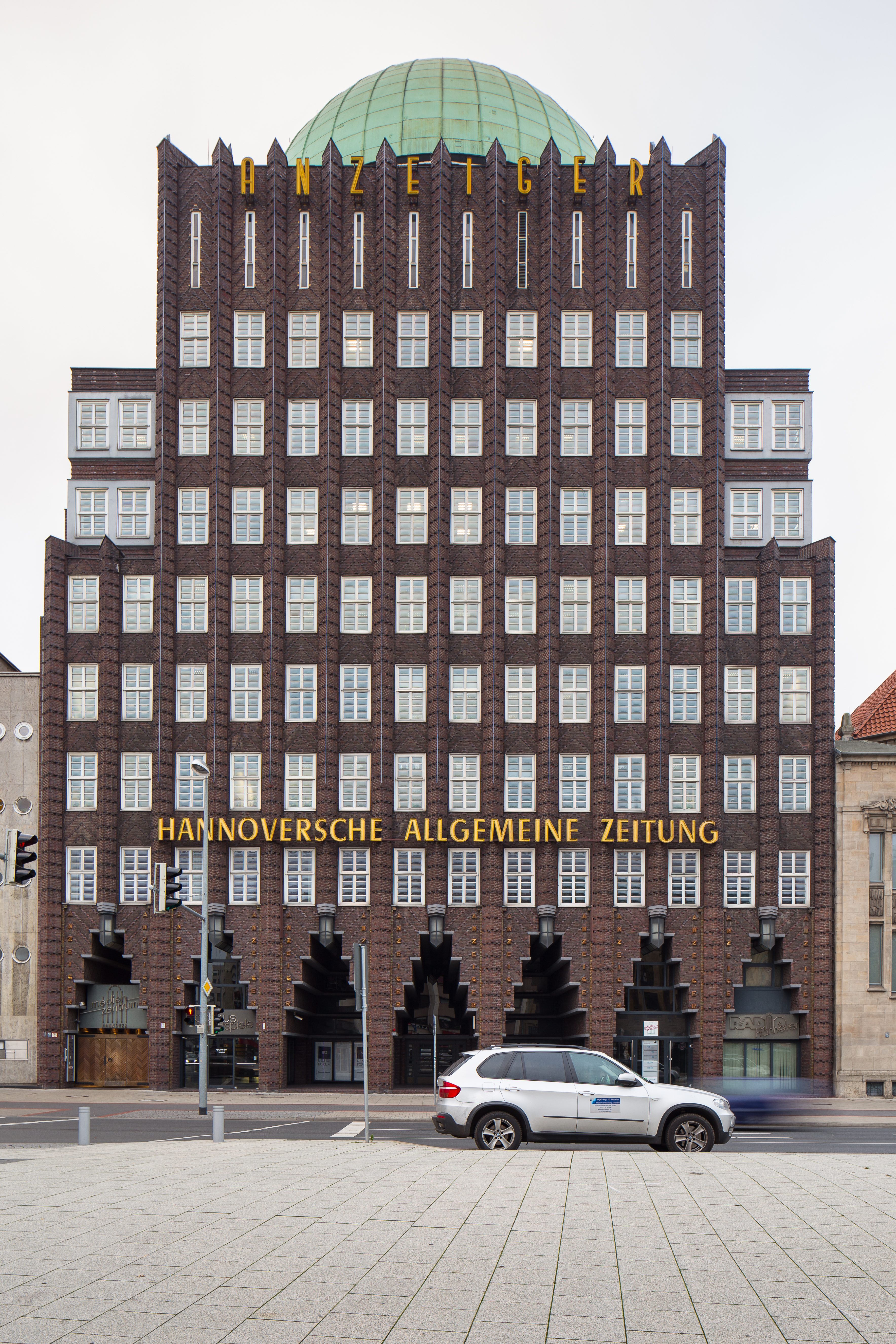
Anzeiger-Hochhaus, Hannover, 1927–1928
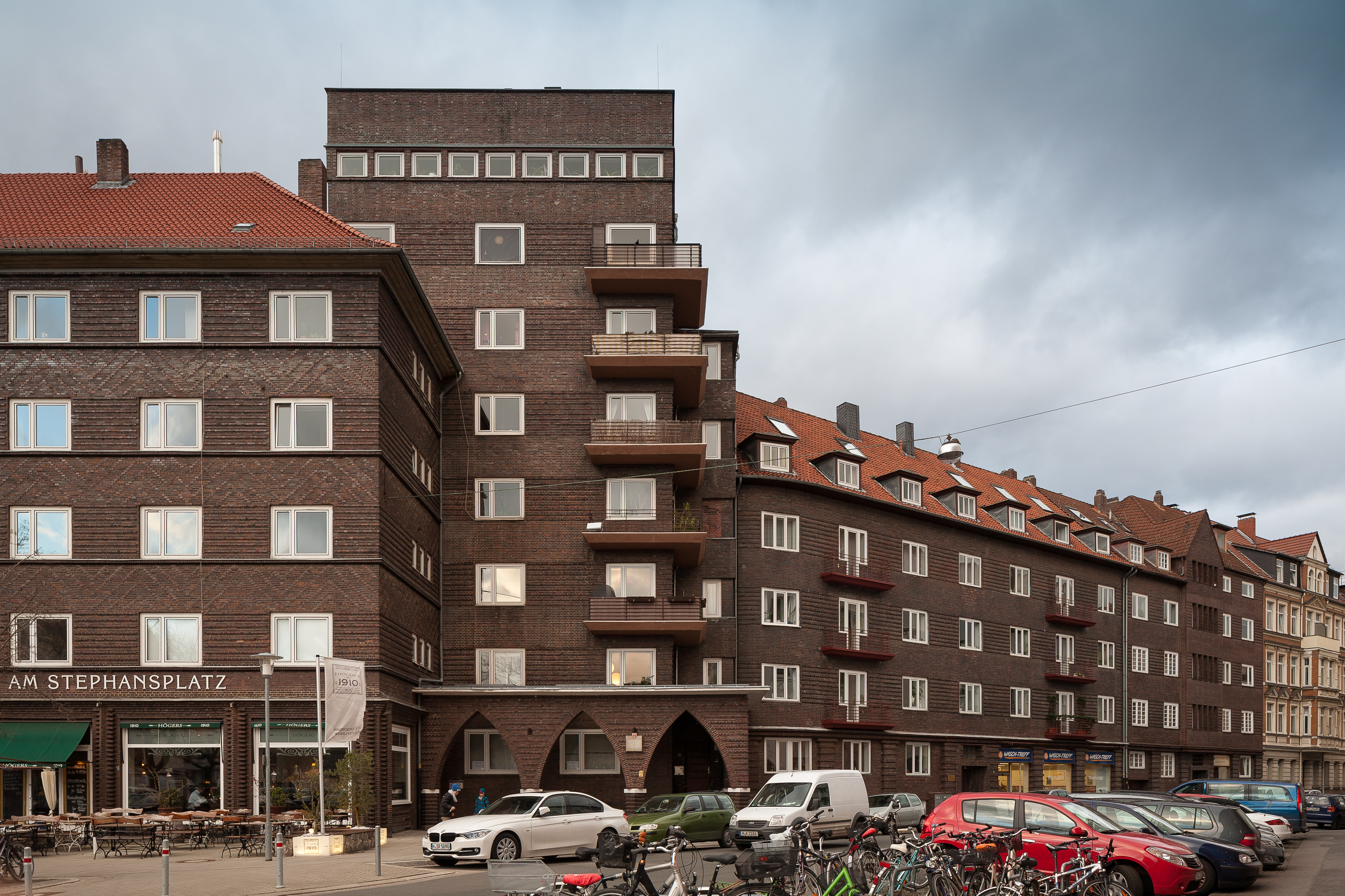
Hochhaus Günther, Hannover-Südstadt, 1928
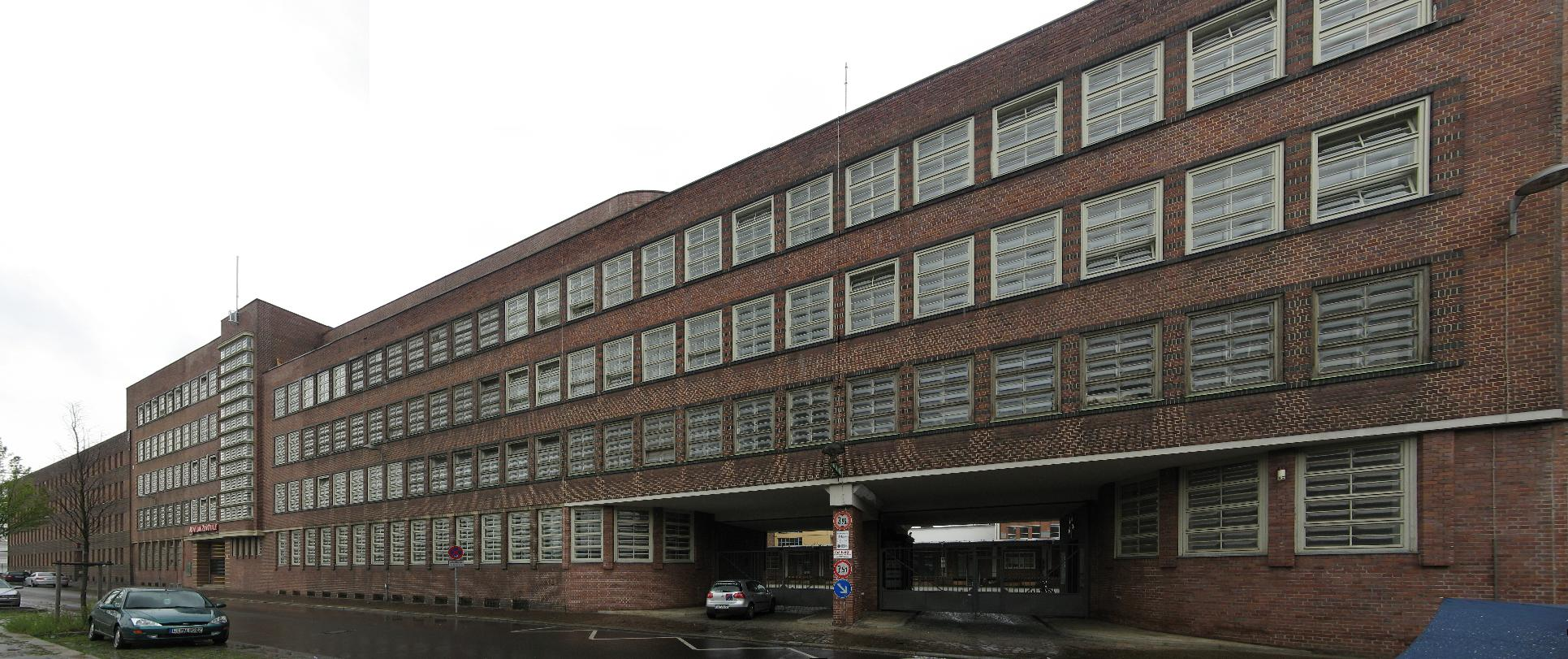
Konsumzentrale, Leipzig-Plagwitz, 1929–1932
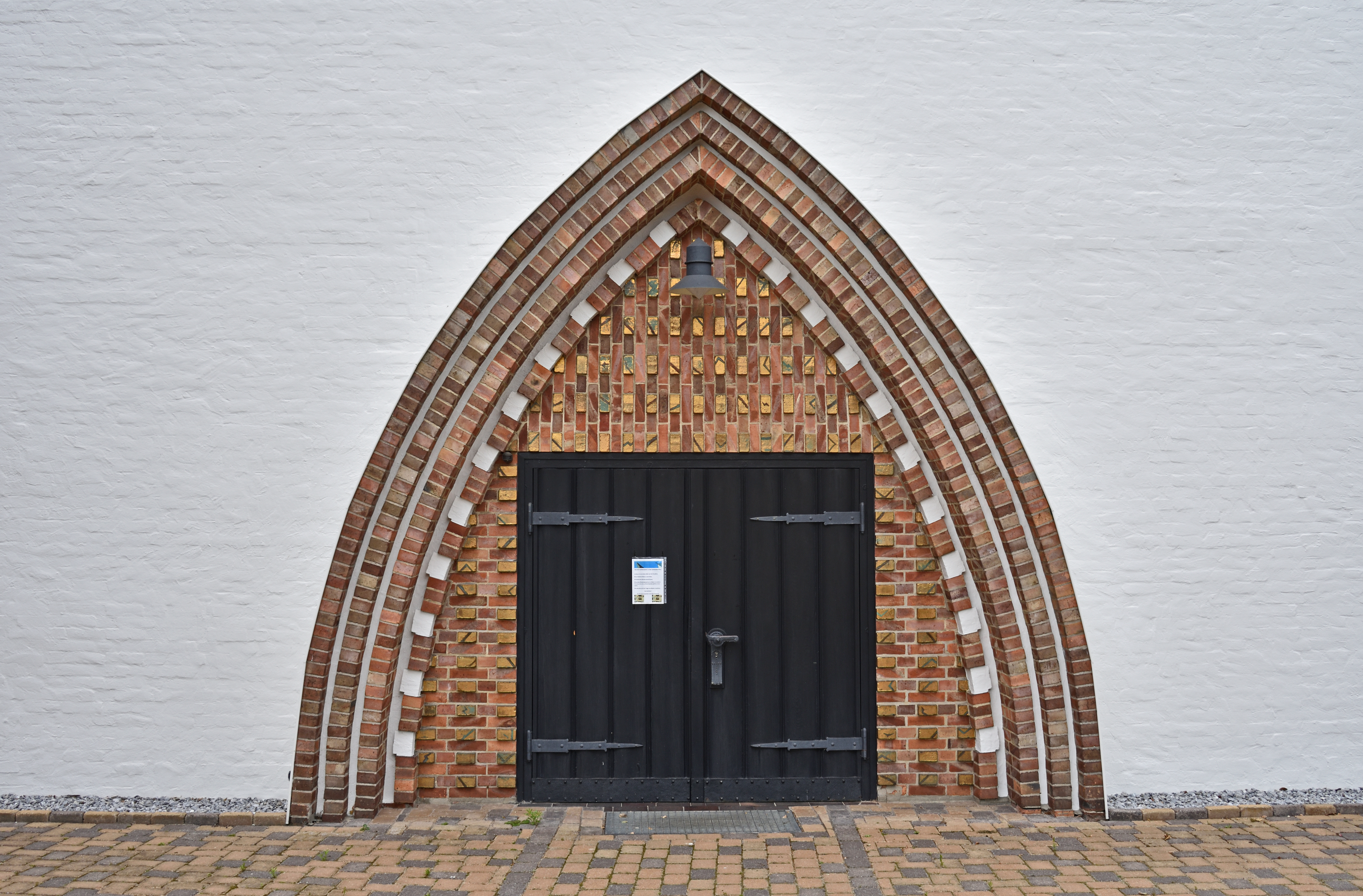
Martin-Luther-Kirche, Celle, 1933
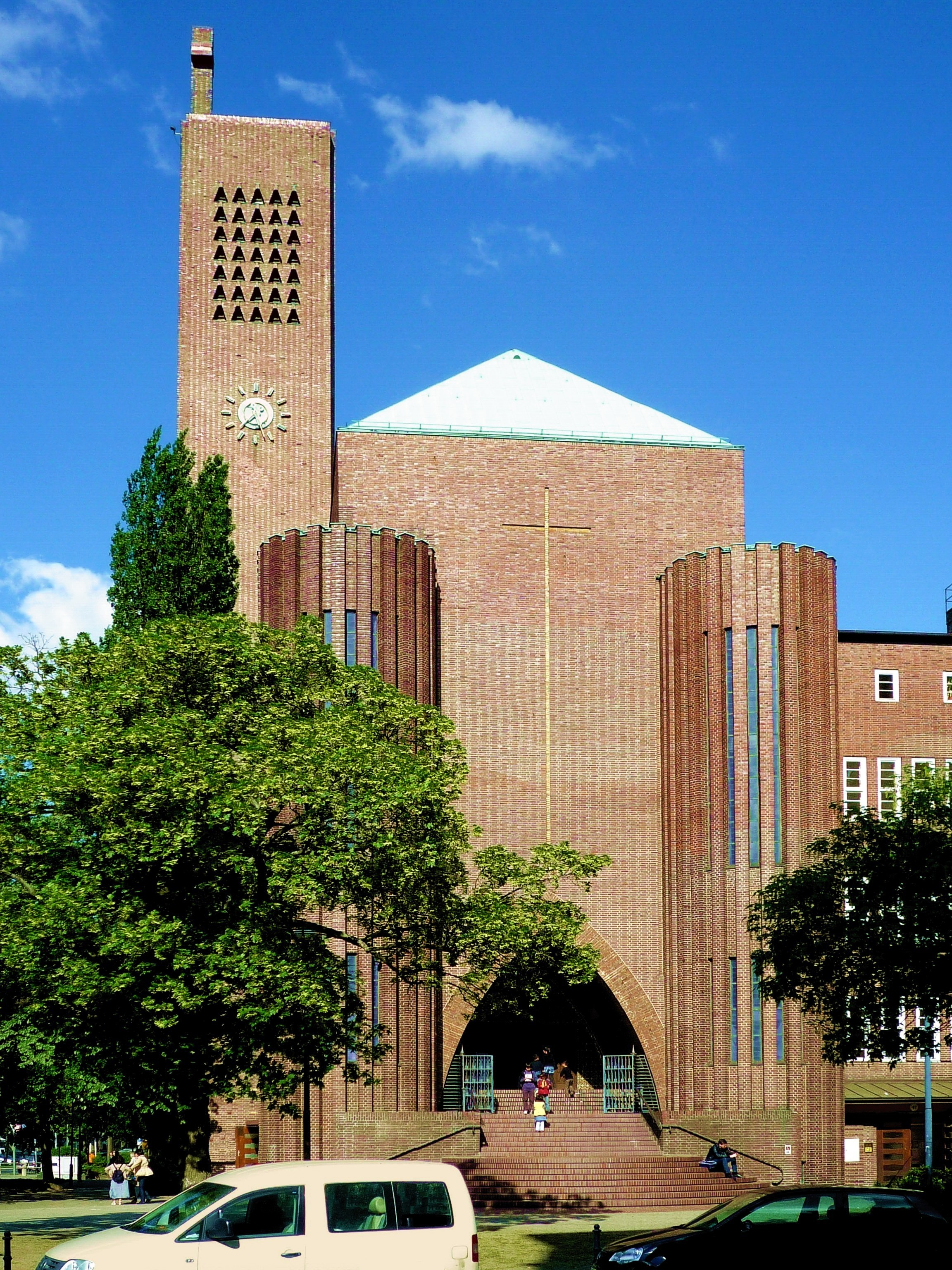
Ev. Kirche Hohenzollernplatz, Berlin
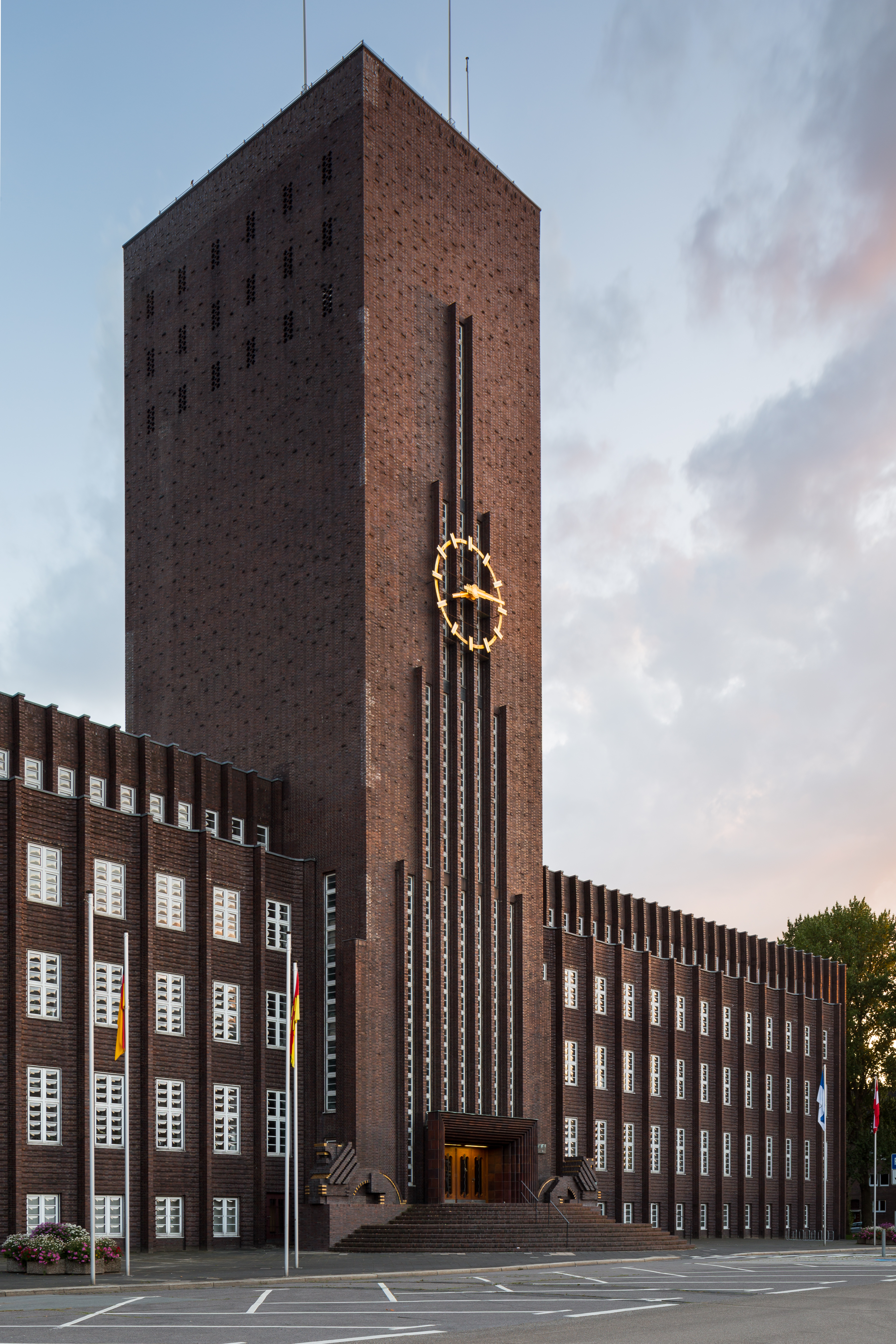
Rathaus Rüstringen (seit 1937 Rathaus Wilhelmshaven)
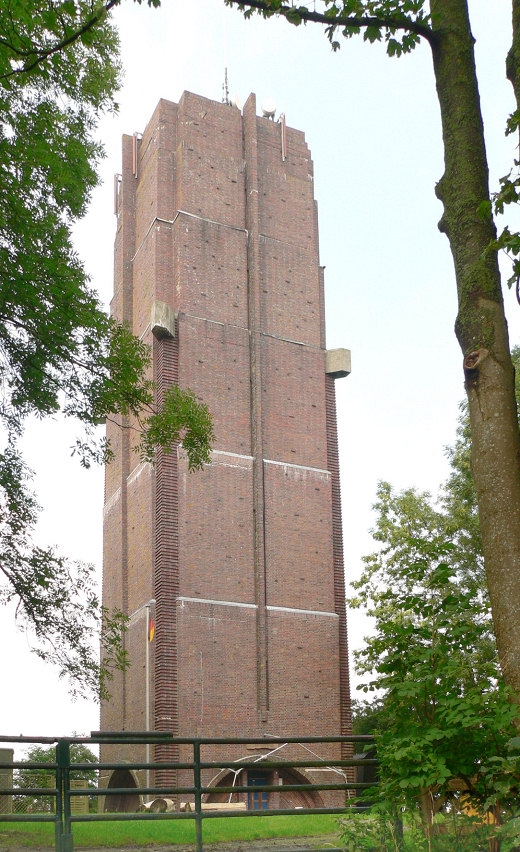
Wasserturm, Hohenkirchen, 1934
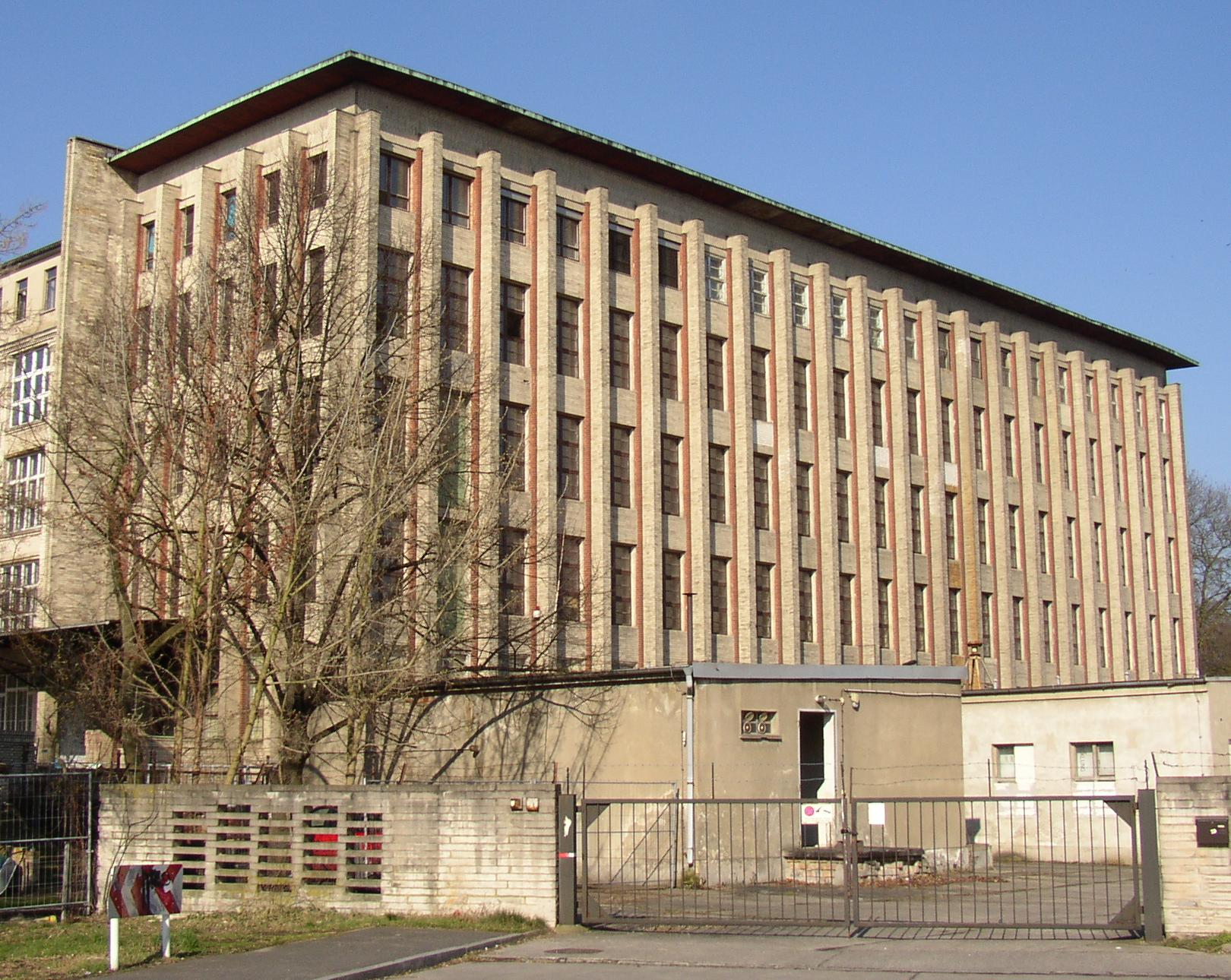
Zigarettenfabrik Garbáty, Berlin
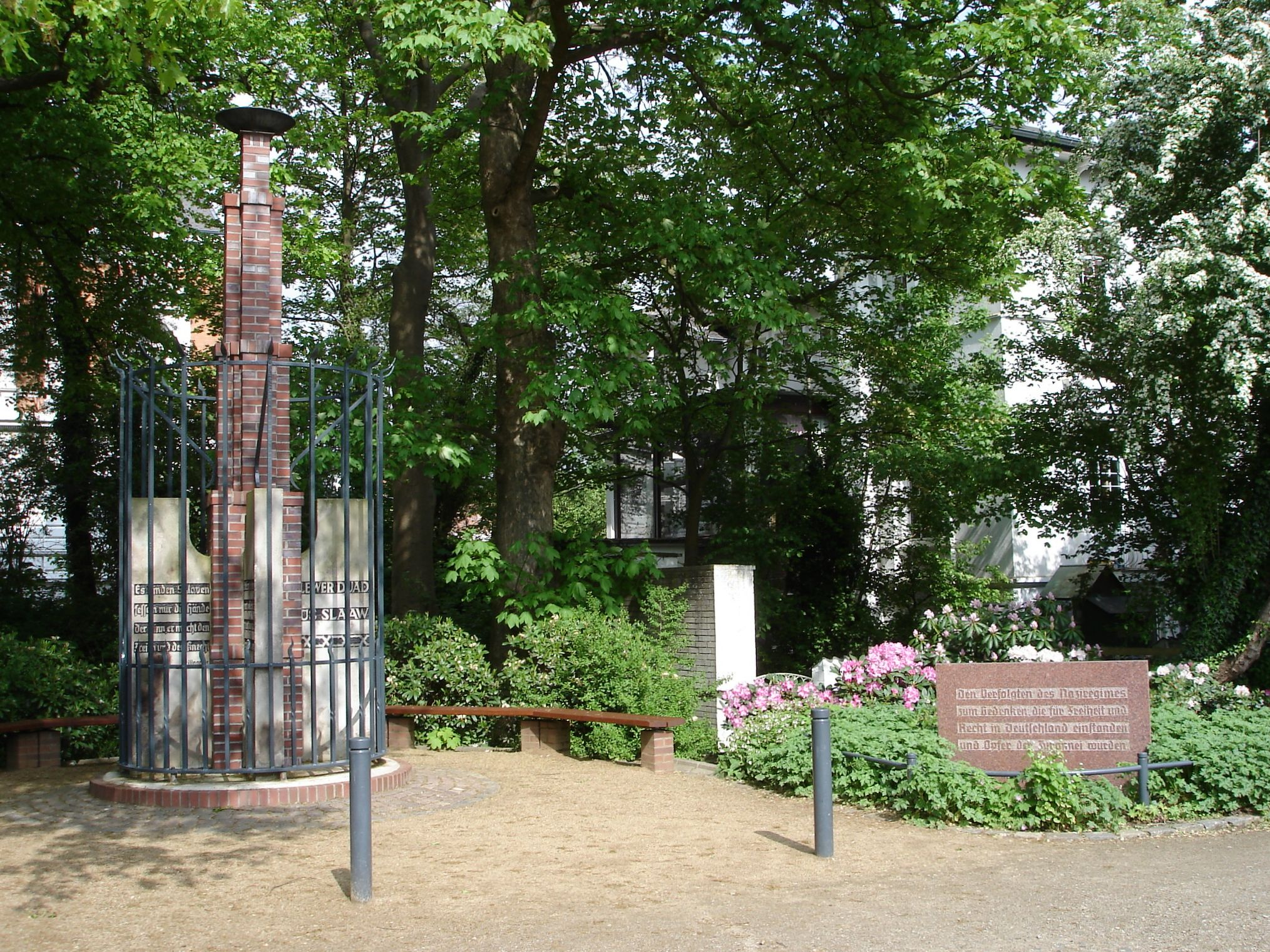
Mahnmal für die Opfer des Nationalsozialismus in Itzehoe
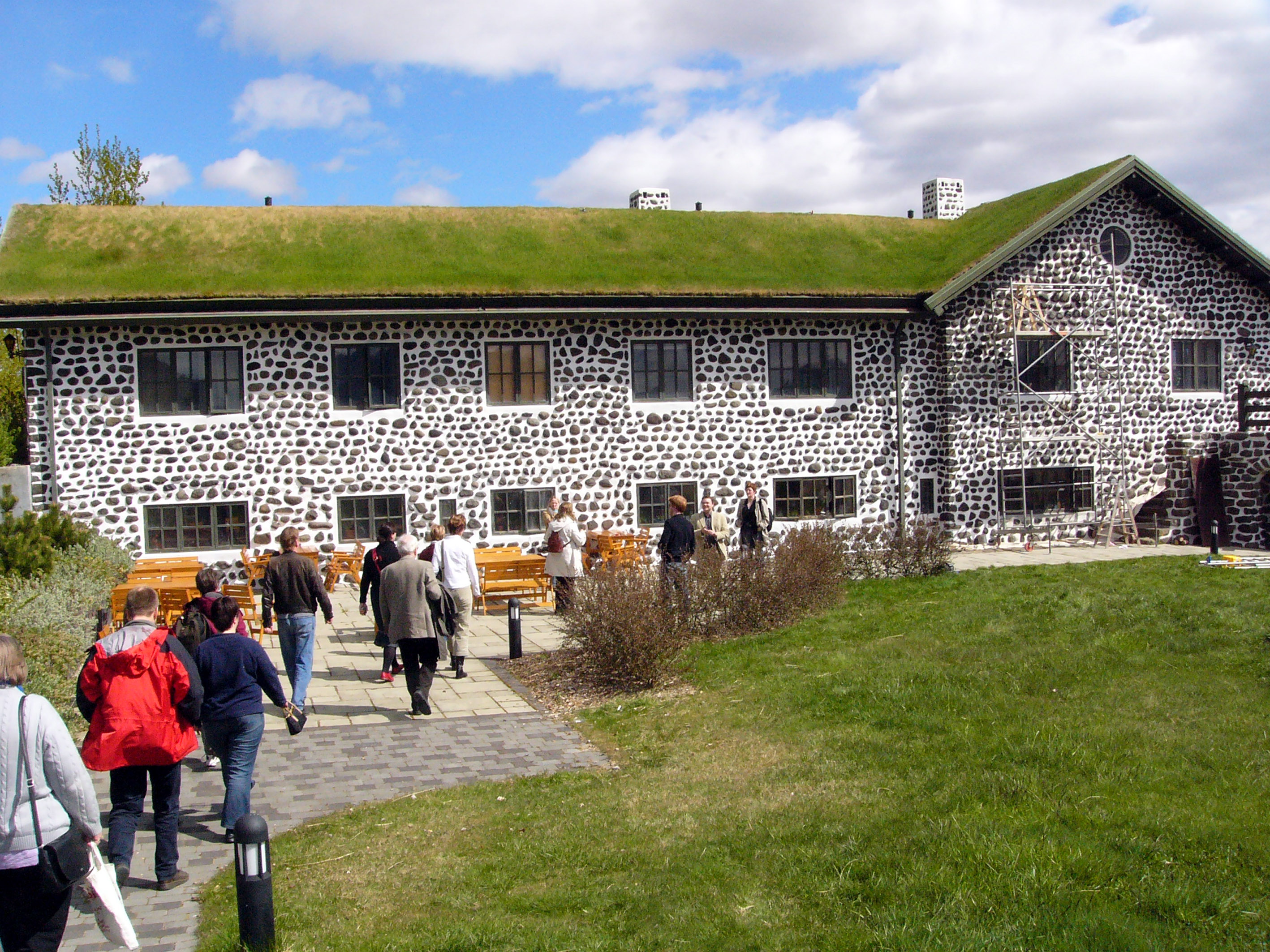
Wohnhaus des isländischen Dichters Gunnar Gunnarsson
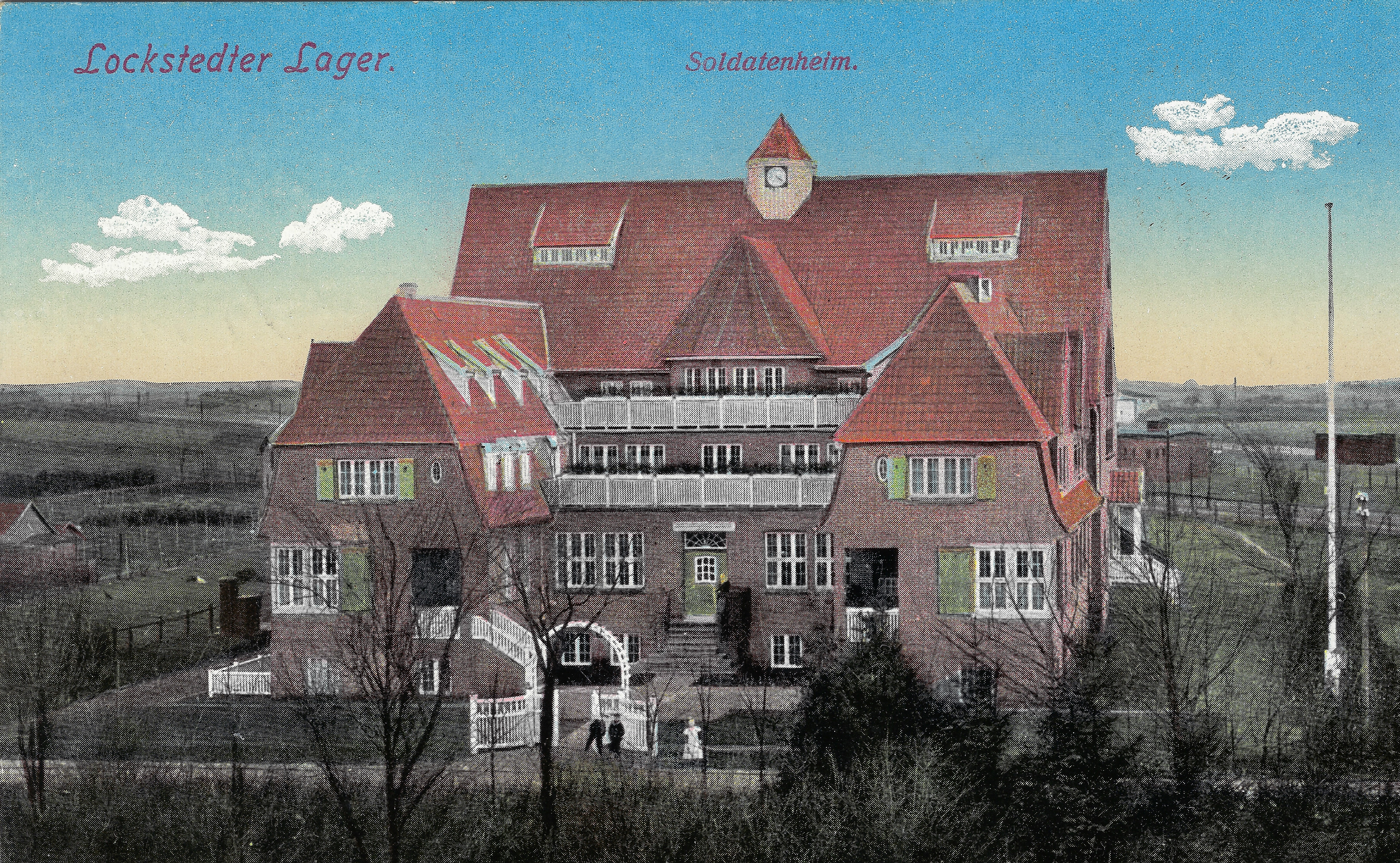
Ehemaliges Soldatenheim (Högerbau), Hohenlockstedt, 1912
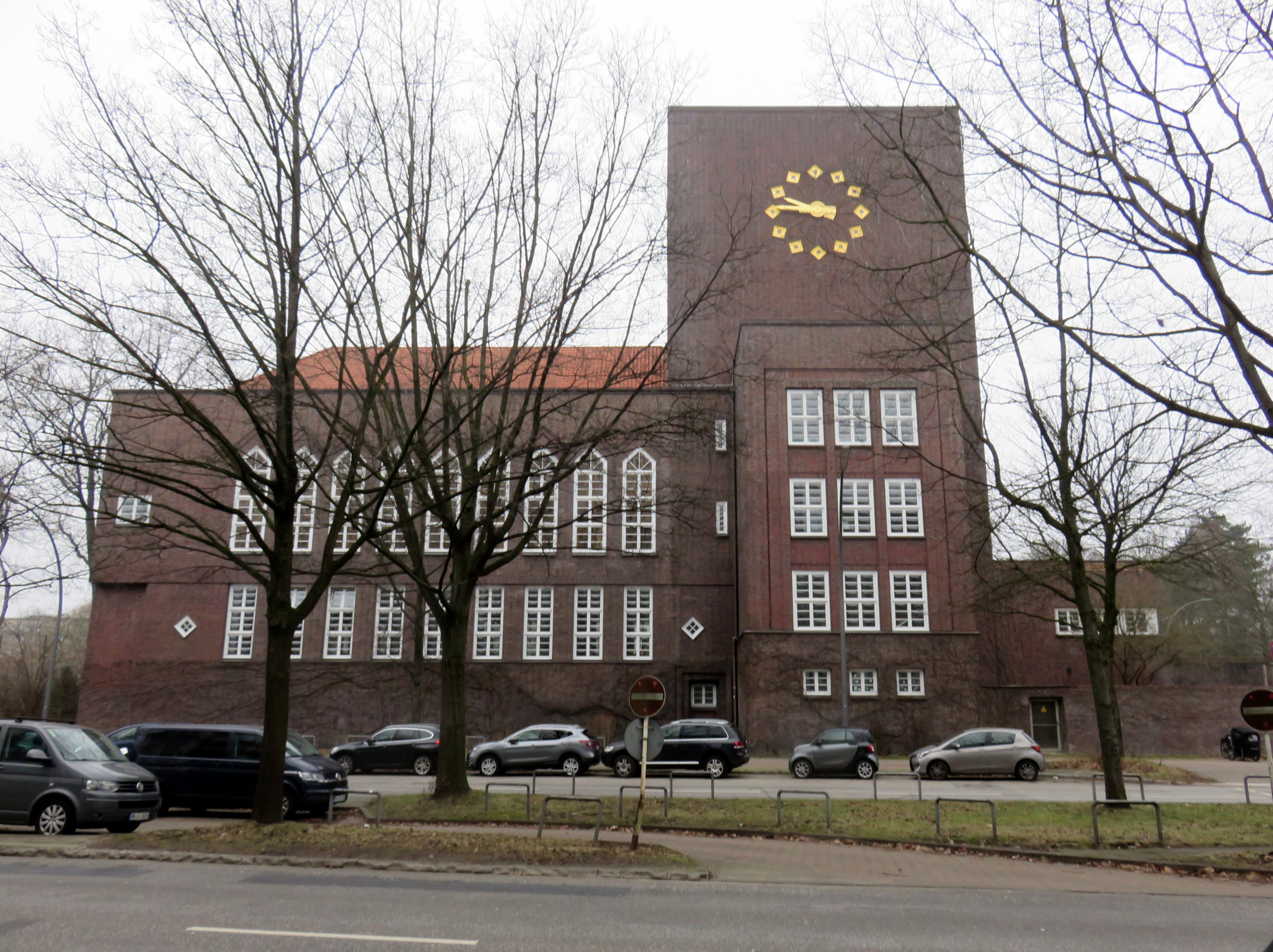
Lyzeum Curschmannstraße (heute Stadtteilschule Eppendorf), Hamburg, 1926–1928

### Auswahl weiterer Bauten
- 1900: Wohnhaus in Hamburg-Langenhorn, Langenhorner Chaussee 115[8]
- 1905: Eigenes Wohnhaus in Hamburg-Langenhorn, Langenhorner Chaussee 109
- 1908: Wohnhaus in Hamburg-Fuhlsbüttel, Wacholderweg 30
- 1909: Büro- und Geschäftshaus der Firma Heinrich Niemann (genannt: „Niemannhaus“) in Hamburg, Graskeller / Admiralitätstraße (darin auch Högers Büro bis zur Umsiedlung in den Klostertorhof 1911; Ende der 1960er Jahre abgerissen)
- 1910: Wohn- und Geschäftshaus der Firma Busse in Hamburg-Altona, Große Bergstraße / Präsidentenweg (nicht erhalten)
- 1910: Schule in (Hamburg-)Moorwerder (nicht erhalten)
- 1910–1911: Wohn- und Geschäftshaus der Firma Glass (auch Predigerhaus) in Hamburg, Mönckebergstraße / Bergstraße 7
- 1910–1911: Büro- und Geschäftshaus der Firma Olff, Feindt & Köpke (auch Klostertorhof) in Hamburg, Bahnhofsplatz 1 (1943 nach Bombentreffer einschließlich Büro und Archiv Högers ausgebrannt; Ruine in den 1950er Jahren abgerissen)
- 1910–1912: Soldatenheim für den Norddeutschen Männer- und Jünglingsbund e. V. im damaligen Lockstedter Lager, heute Gemeinde Hohenlockstedt, als soziale Begegnungsstätte der im Lockstedter Lager zur Artillerie-Ausbildung stationierten Soldaten. Das Soldatenheim ist denkmalgeschützt und wird seit 2019 in den Originalzustand zurückgebaut.[9][10]
- 1911: Wohn- und Geschäftshaus in Glückstadt, Am Markt 1 (verändert)
- 1911–1912: Büro- und Geschäftshaus der Firma Rappolt & Söhne (auch Rappolthaus) in Hamburg, Mönckebergstraße 11 / Barkhof / Jacobikirchhof (verändert)
- 1912: Fabrikgebäude der Firma Walter Carl Bröcker in Itzehoe (stark verändert)
- 1912: Kantinen- und Wohngebäude im Auftrag des Inhabers (Hans Duensing) der Boizenburger Plattenfabrik, Bahnhofsstraße 35.
- 1912–1913: Kontorhaus für den Textil- und Kurzwarenhändler Adolph Klöpper (auch (Neues) Klöpperhaus) in Hamburg, Mönckebergstraße 3 / Lange Mühren / Bugenhagenstraße. (1966/1967 im Inneren zum Warenhaus umgebaut)
- 1912–1913: Schule in Großhansdorf bei Hamburg
- 1913: Landhaus für die Stieftochter von Albert Ballin in Hamfelde bei Trittau im Kreis Stormarn[11]
- 1913–1914: Verwaltungsgebäude für die Westfälische Transport-Actien-Gesellschaft (WTAG) bzw. die Emder Verkehrsgesellschaft AG in Emden (Ostfriesland), Schweckendieckplatz 1
- 1913–1914: Geschäftshaus der Handelskammer (Handelshof) in Hamburg-St. Georg, Lange Reihe 29
- 1913–1919: Umbau und Erweiterung des HAPAG-Hauses in Hamburg, Ballindamm 25
- 1914: Wachtmeisterhaus in Ahrensburg, Reeshoop 22 (erhalten)
- 1919–1920: Direktionsgebäude der Schleswig-Holsteinische-Elektrizitäts-Versorgung GmbH (genannt: „Schleswag-Haus“) in Rendsburg, Stormstraße 1[12]
- 1921–1922: Aufstockung und Erweiterung des Geschäftshauses der Reederei Robert M. Sloman (Slomanhaus) in Hamburg, Baumwall 3 / Steinhöft 11–17
- 1922: Verwaltungsgebäude für die Deutsche Werft AG in Hamburg-Finkenwerder (kriegszerstört)
- 1922–1923: Neubau der Kreisverwaltung Stormarn („Stormarnhaus“, heute Bezirksamt Wandsbek) in Hamburg-Wandsbek, Schloßstraße 60 (verändert)
- 1922–1924: Büro- und Geschäftshaus für Henry B. Sloman (bekannt als Chilehaus) in Hamburg, Meßberg / Pumpen / Burchardstraße / Burchardplatz 1/2 / Niedernstraße / Depenau / Klingberg
- 1923–1924: Wohnhaus für Edye in Hamburg-Wohldorf-Ohlstedt, Alsterblick 1
- 1924–1925: Eigenes Wohnhaus in Hamburg-Wohldorf, Duvenstedter Triftweg (nicht erhalten)
- 1925–1926: Büro- und Geschäftshaus für den Verlag Broschek & Co. (Broschek-Haus) in Hamburg, Heuberg 2 / Große Bleichen (nur 1. Bauabschnitt ausgeführt, 1981 in Anlehnung an Högers Entwürfe ergänzt, heute Renaissance Hamburg Hotel)
- 1926–1927: Fabrikgebäude der Parfümeriefabrik Scherk (heute Institut für Pharmazie der FU Berlin) in Berlin-Steglitz, Kelchstraße 31 (nur 1. Bauabschnitt ausgeführt, stark verändert)[13]
- 1926–1928: Schulgebäude mit Turnhalle (Lyzeum Curschmannstraße, später Teilstandort der Universitätsklinik Eppendorf) in Hamburg-Hoheluft, Curschmannstraße 39 / Breitenfelder Straße
- 1926–1929: Erweiterungsbau der Zigarettenfabrik „Haus Neuerburg“ (später Reemtsma) in Hamburg-Wandsbek, Walddörferstraße 103 / Feldmannstraße (1983/1984 zum Bürogebäude umgebaut)
- 1927–1928: Fabrikgebäude der Firma Leder-Schüler in Hamburg-Hammerbrook, Heidenkampsweg 32
- 1927–1928: Büro- und Geschäftshaus für den Verlag A. Madsack & Co. (Anzeiger-Hochhaus) in Hannover, Goseriede 9
- 1927–1928: Städtisches Krankenhaus in Delmenhorst, Wildeshauser Straße 92 (in Zusammenarbeit mit dem Architekten Friedrich Ruppel)
- 1927–1928: Büro- und Geschäftshaus für die Sprinkenhof AG (Sprinkenhof) in Hamburg, Burchardstraße 6–14 / Johanniswall / Altstädter Straße 1–8 / Burchardplatz / Springeltwiete (1. Bauabschnitt (Mittelteil) gemeinsam mit Hans und Oskar Gerson; 2. Bauabschnitt 1930–1932 und 3. Bauabschnitt 1939–1943 durch Höger alleine)
- 1927–1928: Einfamilienhaus in Hamburg-Groß Flottbek, Müllenhoffweg 35
- 1927–1928: Geschosswohnhaus mit Atelier und Fotolabor für die Brüder Dransfeld in Hamburg-Winterhude, Winterhuder Marktplatz / Ohlsdorfer Straße 2–6[14]
- 1928: Wohnhaus für den Verleger Erich Madsack in Hannover-List, Walderseestraße 3
- 1928: Wohnhochhaus (Haus Günther) in Hannover, Stephansplatz / Oesterleystraße 5 (verändert)
- 1928: Pavillon des Hamburger Fremdenblattes für den Verlag Broschek & Co. in Köln-Deutz (Messegelände), auf der Internationalen Presse-Ausstellung Köln 1928 („Pressa“) (nicht erhalten)
- 1928: Verwaltungsgebäude der Bentheimer Eisenbahn AG in Bad Bentheim, Bahnhofstraße 24
- 1928: Wohnhaus mit Handweberei, Nebenbahnstraße 14, Hamburg-Eidelstedt
- 1928–1929: Mehrfamilienwohnhaus am Zoologischen Garten in Berlin-Tiergarten, Lützowufer 36 (verändert)
- 1928–1929: Rathaus Rüstringen (seit 1937 Rathaus Wilhelmshaven) in Wilhelmshaven[15]
- 1928–1930: Mehrfamilienwohnhaus in der Jarrestadt in Hamburg-Winterhude
- 1929: Friedhofskapelle Städtischer Friedhof Bungerhof in Delmenhorst
- 1929: Friedhofskapelle Evangelischer Friedhof Wildeshauser Straße
- 1929–1932: Betriebszentrale (Fabrikation, Lager und Verwaltung) für den Konsumverein Leipzig-Plagwitz eGmbH in Leipzig-Plagwitz, Industriestraße 85–95 (Gesamtkosten 5–6 Millionen RM;[16] entspricht heute etwa 27–33 Millionen EUR[17])
- 1930–1933: Evangelische Kirche am Hohenzollernplatz mit Gemeindehaus in Berlin-Wilmersdorf, Hohenzollerndamm 202–203 / Hohenzollernplatz / Nassauische Straße 66–67 / Nikolsburger Straße 1
- 1930–1931: Erweiterungsbau der Zigarettenfabrik Garbáty in Berlin-Pankow, Hadlichstraße 44 / Berliner Straße 123–124
- 1931: Sanatorium Leśny in Danzig, Szpitala Marynarki Wojenne 7
- 1932–1933: Einfamilienhaus in Wilhelmshaven, Herbartstraße 53
- 1933: Evangelisch-freikirchliche Martin-Luther-Kirche in Celle, Hannoversche Straße 51
- 1933: Grabmal für die Familie Madsack auf dem Stadtfriedhof Stöcken in Hannover
- 1934: Wasserturm Hohenkirchen in Hohenkirchen (Wangerland)
- 1934–1935: Einfamilienhaus Huusbarg 36 in Hamburg-Volksdorf
- 1934–1935: Wohnhaus für Dr. Meyer in Wilhelmshaven, Baudissinweg 2 (zerstört)
- 1935–1941: Siedlung Siebethsburg für den Bauverein Rüstringen eGmbH in Wilhelmshaven-Rüstringen, Siebethsburger Straße / Banter Weg / Bismarckstraße / Kirchreihe
- 1936: Bahnhofsgebäude Wernigerode-Westerntor der Harzer Schmalspurbahnen
- 1936: Friedrich-Busse-Gedenkstätte (Busse-Denkmal) in Bremerhaven-Wesermünde, An der Geeste / Ludwigstraße
- 1936–1937: Verwaltungsgebäude des Landkreises Meppen in Meppen (Emsland), Bahnhofstraße / Kolpingstraße
- 1937: Anbau für das Haus von Magnus Weidemann, Keitum, Sylt
- 1938: Wasserturm in Bad Zwischenahn
- 1938–1939: Wohnsiedlung (für Kriegsopfer des Ersten Weltkriegs) in Meppen, Heckenweg / Alte Moorbahn / Bürgermeister-Frye-Straße / Fullener Straße
- 1939: Wohnhaus des Dichters Gunnar Gunnarsson in Ostisland
- 1941: Bauernhof für Schilling in Bekenreihe bei Elmshorn
- 1946: Mahnmal für die Opfer des Nationalsozialismus (Backsteinsäule) in Itzehoe[18]
- 1947: Wiederaufbau des Wohn- und Geschäftshauses Seliger in Neumünster, Mühlenbrücke 2
- 1948: Evangelische Kirche mit Pfarrhaus in Geschendorf (nur Entwurf)[19]

## Fritz-Höger-Preis
Der Fritz-Höger-Preis für Backstein-Architektur war ein internationaler Architekturpreis, der ab 2008 alle drei Jahre von der Initiative Bauen mit Backstein – Zweischalige Wand Marketing e. V. vergeben wurde und mit insgesamt 10.000 Euro dotiert war. Prämiert wurden ausschließlich Gebäude, deren Vormauerwerk aus Backstein ausgebildet ist.
Nachdem im September 2022 eine durch die Initiative Bauen mit Backstein mit Unterstützung des Bundes Deutscher Architektinnen und Architekten BDA in Auftrag gegebene Studie gezeigt hatte, wie stark Höger sich während des Dritten Reiches an die Ideologie der Nationalsozialisten angepasst hatte, wurde der Fritz-Höger-Preis im Oktober 2022 offiziell in Erich-Mendelsohn-Preis für Backsteinarchitektur umbenannt.